# Andrea Britton
Andrea Britton ist eine britische Singer-Songwriterin aus London. Sie ist als Stimme zahlreicher Trance-Hits bekannt.

## Biographie
Andrea Britton hat einen Abschluss in Popular Music des Goldsmiths Colleges. Anschließend erwarb sie am Lewisham College ein Diplom in Arrangement, Songschreiben und Gesang.
Ihre erste Single Am I on Your Mind, die sie im Jahr 2002 mit Oxygen veröffentlichte, erreichte in den UK-Single-Charts Platz 30. 2004 hatte sie mit Take my Hand eine weitere Hit-Single mit Jurgen Vries, die auf Platz 23 in den UK-Charts kam. Zwei weitere Singles erreichten ebenfalls Chartplatzierungen: Winter mit DT8 Project sowie Counting Down the Days mit Sunfreakz.
Britton ist auch Frontsängerin der Band Slovo, die 2002 von Dave Randall, einem ehemaligen Gitarristen von Faithless, zusammengestellt wurde. Britton wirkte am zweiten Album Todo Cambia mit, das 2007 erschien.

## Diskografie

### Alben
- 2007: Todo Cambia (mit Slovo)

### Kooperationen (Auswahl)
- 2002: Oxygen feat. Andrea Britton – Am I On Your Mind
- 2003: Hush feat. Andrea Britton – Sisters of the Sun
- 2004: Jurgen Vries feat. Andrea Britton – Take my Hand
- 2004: Lost Witness feat. Andrea Britton – Wait for You
- 2004: DT8 Project feat. Andrea Britton – Winter
- 2005: The Disco Brothers feat. Andrea Britton – Time Still Drifts Away
- 2006: Sunfreakz feat. Andrea Britton – Counting Down the Days
- 2006: The Disco Brothers feat. Andrea Britton – Inner Sense
- 2007: 4 Strings feat. Andrea Britton – Catch A Fall
- 2008: Liquid Nation feat. Andrea Britton – Breathe Life
- 2008: Darren Styles feat. Andrea Britton – Show Me the Sunshine
- 2009: Mike Shiver vs. Matias Lehtola feat. Andrea Britton – Captured
- 2012: Andrea Britton & Alexander Roggendorf – Not Before I See You First